# Bergman (Arkansas)
Bergman – miasto w Stanach Zjednoczonych, w stanie Arkansas, w hrabstwie Boone.